# 莫乃群
莫乃群（1911年—1990年），男，广西藤县人，中华人民共和国政治人物，曾任广西省人民政府副主席。

## 生平
1954年，当选第一届全国人民代表大会代表。